# Rolls-Royce Ghost
Rolls-Royce Ghost je model osobního automobilu britské aristokratické automobilky Rolls-Royce, který byl poprvé představen roku 2009 a jehož výroba začala v roce 2010. Tento model byl zpočátku označován různými názvy, samotná automobilka jej nazývala RR4 a většina novinářů zase Baby Roller. Tento automobil, jehož vzhled vychází z konceptu označeného 200EX, má podobně jako jeho předchůdci nabídnout spolehlivost, výkon a samozřejmě styl a luxus. Označení 'Ghost' (odkazující na model Silver Ghost, který se začal vyrábět v roce 1925) velmi vhodně svým názvem doplňuje druhý v současné době vyráběný model automobilky s označením Phantom. Oproti zmíněnému modelu Phantom je Ghost menší a výrazně levnější, což mu však neubírá na luxusu a přestiži.

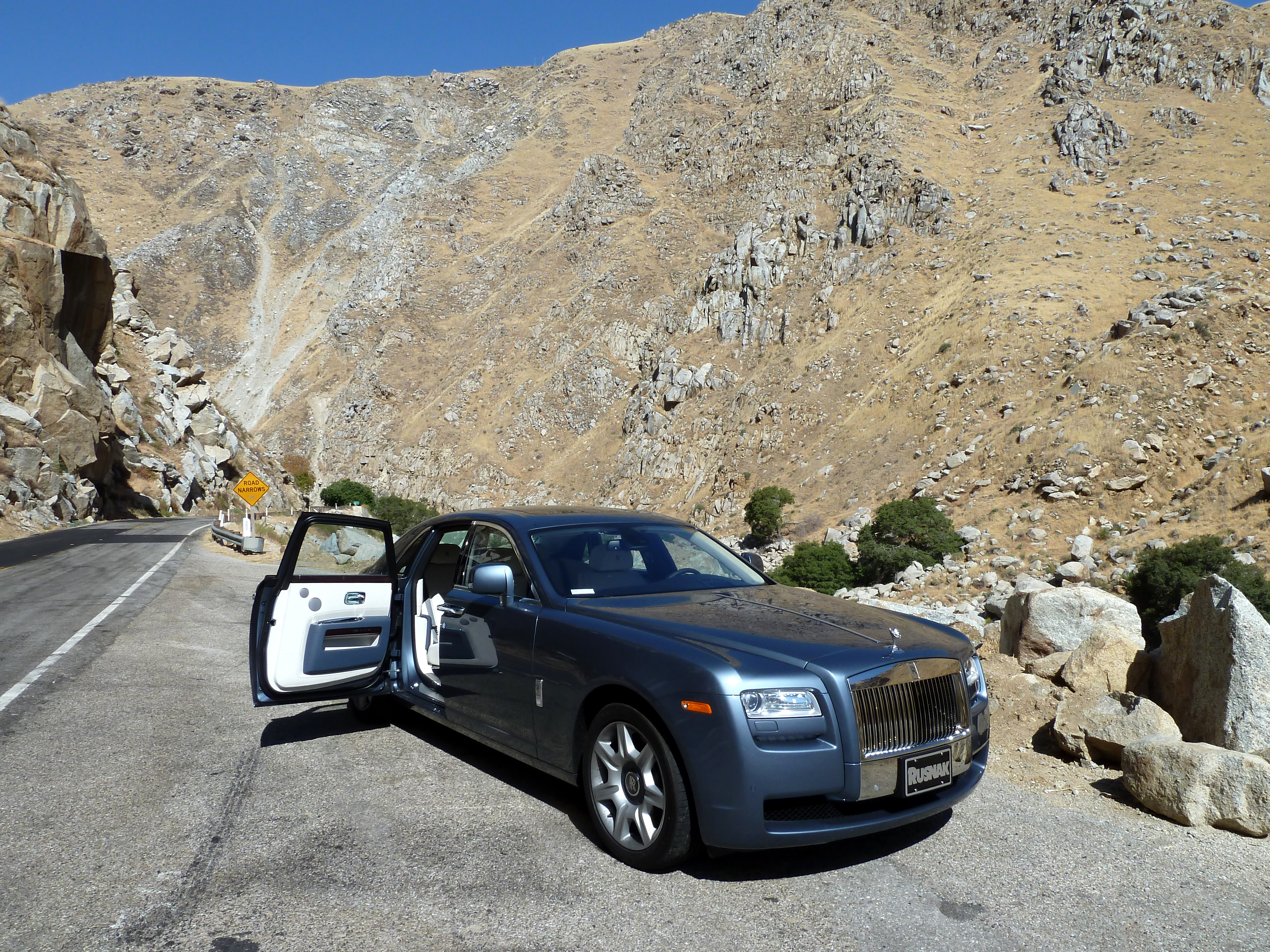
2011 Rolls-Royce Ghost

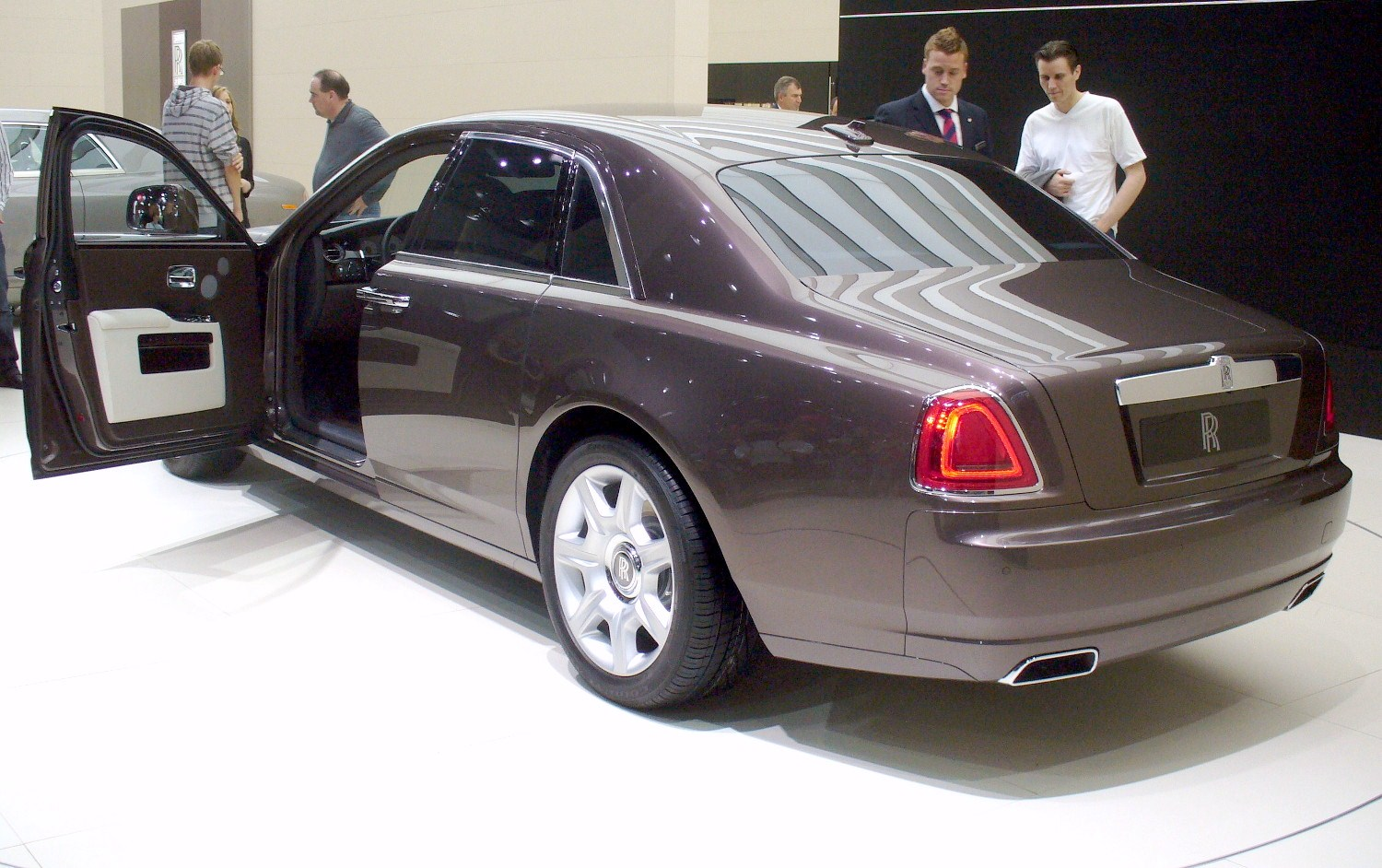

Vůz kombinuje klasické tvary Rolls-Royce s moderními tématy. Jak je zvykem, přídi dominuje rozměrná lehce skloněná maska chladiče, jenž je po stranách osazena úzkými světlomety s xenonovými výbojkami. Boční pohled prozrazuje klasické otevírání zadních dveří proti směru jízdy. Záď zdobí sdružená světla z LED diod spolu s lichoběžníkovými chromovanými koncovkami dvojitého výfukového systému. Originálnímu vzhledu přispívá možnost lakovat přední kapotu a okolí masky chladiče spolu s čelním oknem kontrastním odstínem Silver Satin. Pohon obstarává zcela nový vidlicový dvanáctiválec s objemem 6,6 litru, který dosahuje výkonu 563 koní (420 kW) a točivého momentu až 780 Nm. Ghost zrychlí z klidu na 100 km/h za 4,9 s, přičemž nejvyšší rychlost je elektronicky omezená na 250 km/h. Váha vozidla dosahuje 2,5 tuny, rozvor náprav 3 295 mm, délka 5 399 mm, šířka 1 948 mm a výška 1 550 mm.